# رنو ترافیک
رنو ترافیک خودروی از کلاس مینی‌ون‌ها بود که توسط شرکت خودروسازی فرانسوی، رنو تولید می‌شود. تولید این خودرو از سال ۱۹۸۱ آغاز شده و هم‌اینک نسل دوم این خودروها در حال تولید است.
شورلت و تاتا موتورز از کمپانی‌هایی بودند که اقدام به فروش این مینی‌ون می‌کردند.

## اوپل ویوارو
اوپل ویوارو (Opel Vivaro) خودرویی است که از سال ۲۰۰۱ تاکنون تولید شده‌است. طراحی آن موتور جلو، خودرو محور جلو بوده‌است. این خودرو محصول سرمایه‌گذاری مشترک بین شرکت جنرال موتورز اروپا، و اتحاد رنو نیسان می‌باشد.Vivaro به عنوان اوپل در اکثر بازارهای اروپایی و واکس هال در انگلستان به فروش می‌رسد.Vivaro نیز به عنوان Primastar نیسان و رنو به فروش می‌رسد.Vivaro عمدتاً در Luton ساخت GM (قبلاً I B C) در Luton، انگلستان و نیسان در ایالت فرانکا (بارسلونا) در اسپانیا تولید شده‌است .Vivaro ترکیبی از ون، مینی بوس، اتوبوس و طراحی آن در پلت فرم تنظیمات، کابین خدمه است. فاصله بین محور جلو و محور عقب اتومبیل بر حسب اینچ دو سبک مختلف و دو ارتفاع مورد بررسی بوده‌است. همچنین سه موتور دیزلی نماینده قدرت و یک موتور بنزینی نماینده سرعت در این خودرو طراحی شده‌است. نمونه الکترونیکی Vivaro در سپتامبر ۲۰۱۰ در نمایشگاه IAA خودرو تجاری در هانوفر آرسنیک، آلمان به نمایش گذاشته شد. این نمونه در خودرو هیبریدی است، با طیف گسترده تا ۲۵۰ مایل (۴۰۰ کیلومتر) است و شامل ۲۱ کیلووات ساعت باتری‌های لیتیوم را قادر می‌سازد بیش از ۶۰ مایل (۹۷ کیلومتر) در حالت الکتریکی خالص با آن رانندگی کرد. در بریتانیا، واکس هال اپل Vivaro برنده یک ون حرفه‌ای و در مجله نور کامیون که یک مجله ون خودرو می‌باشد توانست در سال ۲۰۰۶ جایزه‌ای را نصیب خود کند. اپل همواره بر این اصل تأیید داشته که نسل بعدی Vivaro در Luton انگلستان در سال ۲۰۱۳ خواهد ساخت. این خودرو در جهت رفاه حال مردم در مورد حمل و نقل کسب و کار با توجه به نیازهای جامعه در مدل‌های مختلفی طراحی و به بازار عرضه شد. یکی دیگر از مزایای این خودرو زیبایی Vivaro است و همه‌کاره بودن آن منحصر به فرد خاص اپل است. این خودرو در تمام شرایط slideable و انعطاف‌پذیر در تأمین امنیت و کسب و کار می‌باشد. این خودرو ۲۴۰ نیوتن متر در ۱۵۰۰ دور در دقیقه ۲۹۰ نیوتن متر در ۱۶۰۰ دور در دقیقه تست و مورد آزمایش قرار گرفته‌است. سیستم تعلیق پیشرفته، قدرت صاف و جابجایی، همراه با آسایش خدمه عالی و دید راننده بدون استرس و رضایت بخش است.Vivaro از همان ابتدا تصور می‌کرد، که به تنظیم استانداردهای جدید در آسایش راننده و خدمه رسیده‌است. تهویه فوق‌العاده و ذخیره عالی و راحتی همه بخشی از بسته‌بندی این خودرو بوده‌است.Vivaro خودرویی بود مقرون به صرفه بالا عملکرد موتورهای دیزلی است. در این خودرو ارائه عملکرد منظم، عملکرد صاف و بدون استاندارد ۶ سرعت انتقال به خوبی رعایت شده‌است.

## نگارخانه

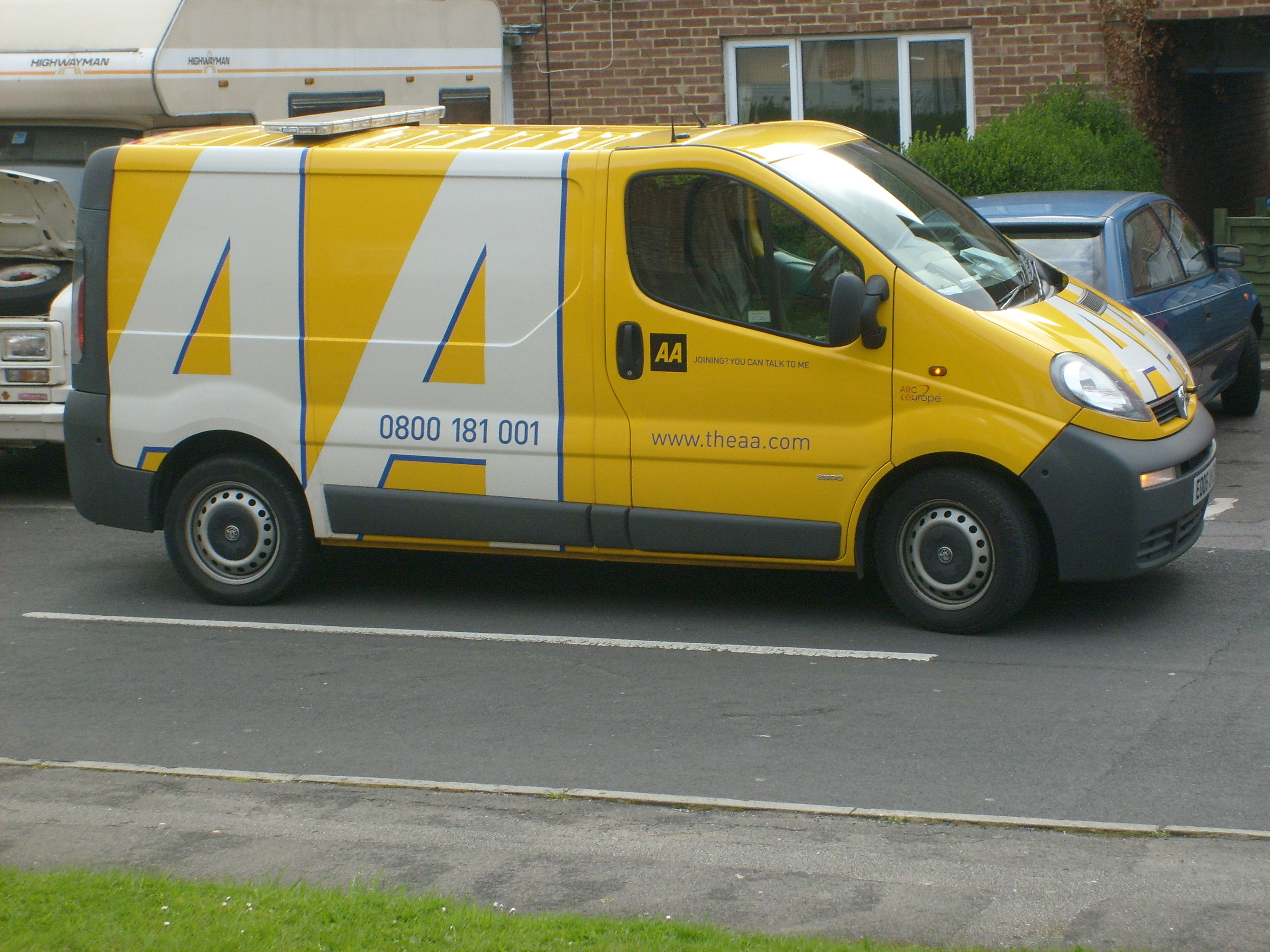
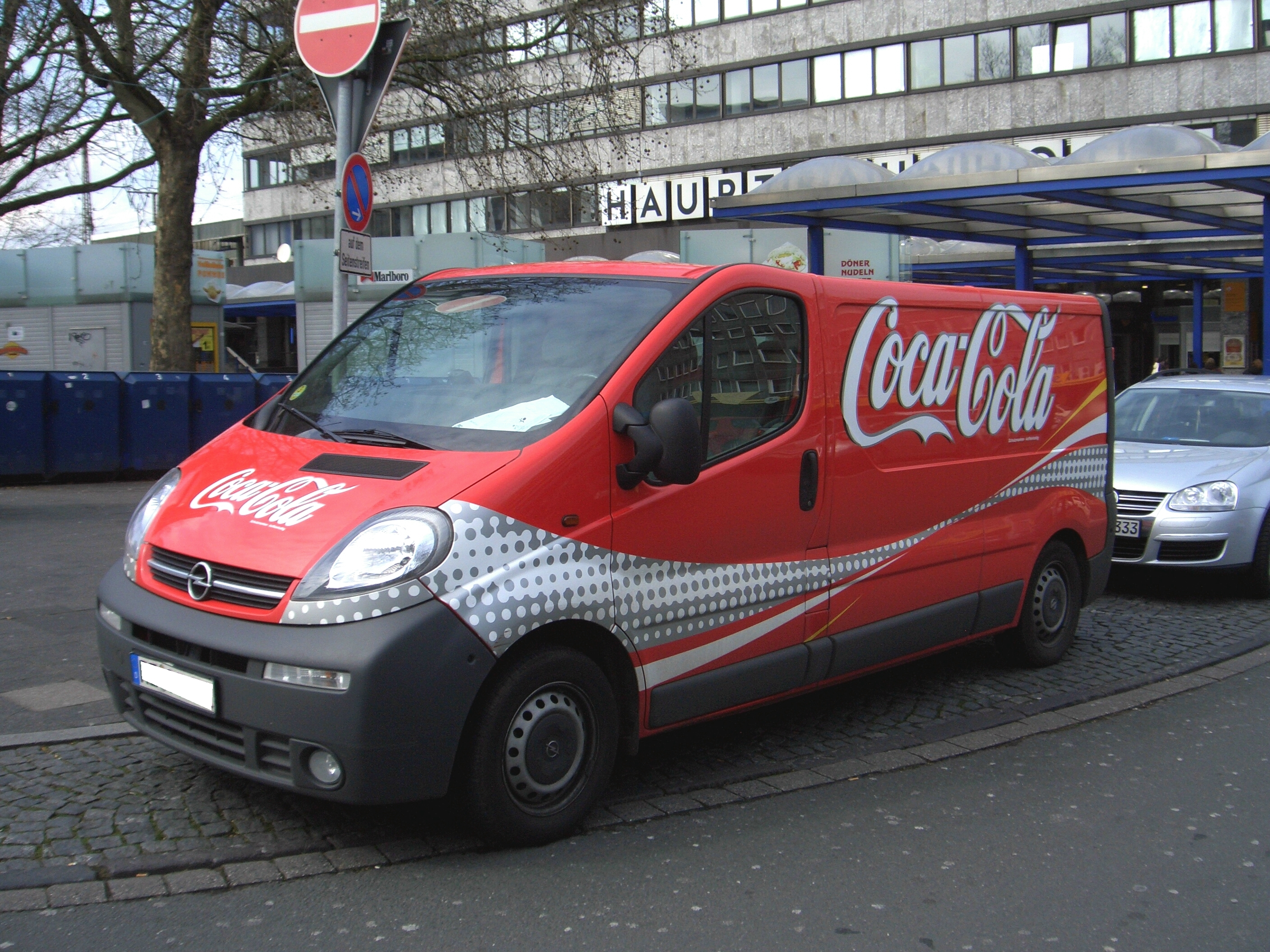
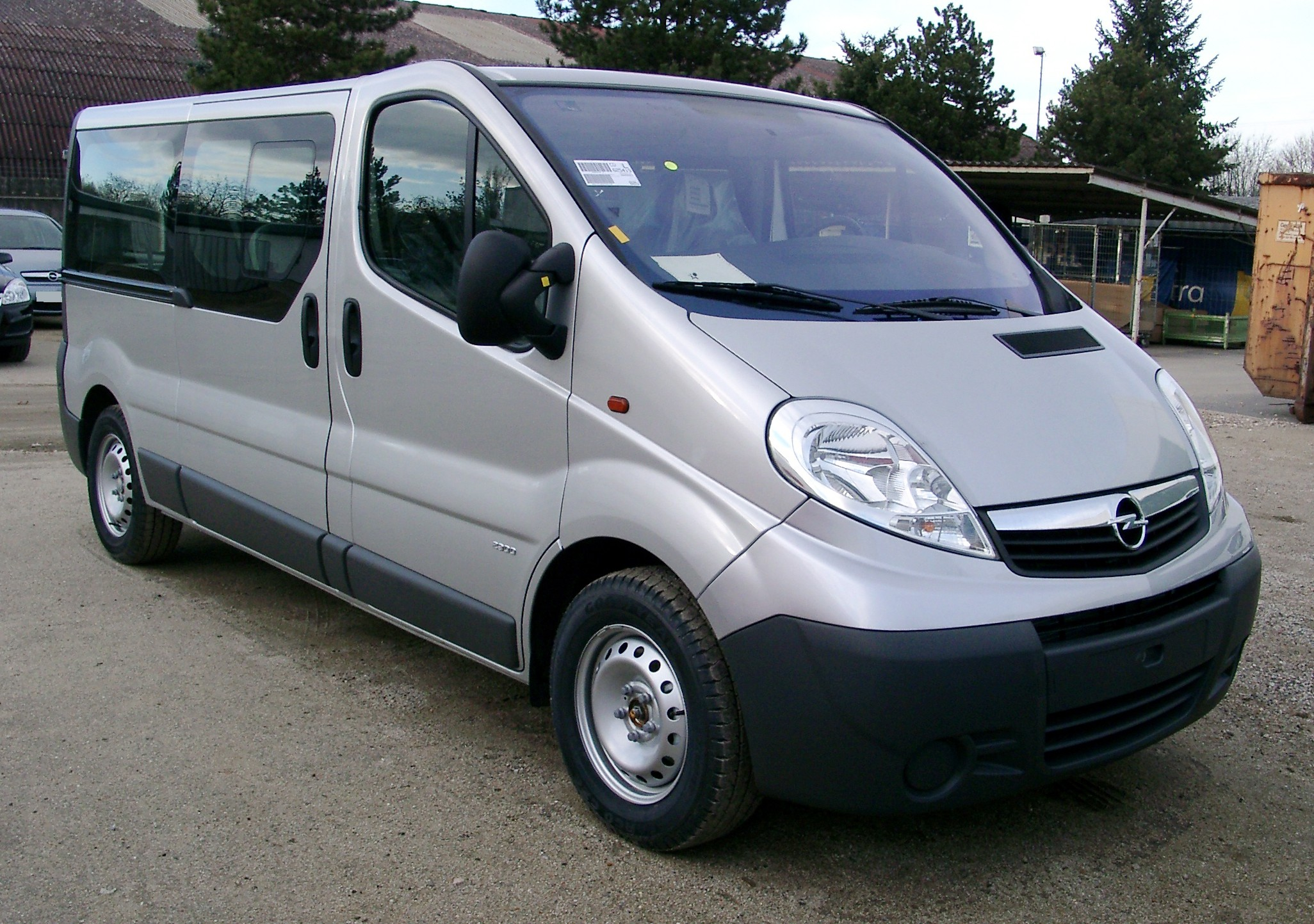
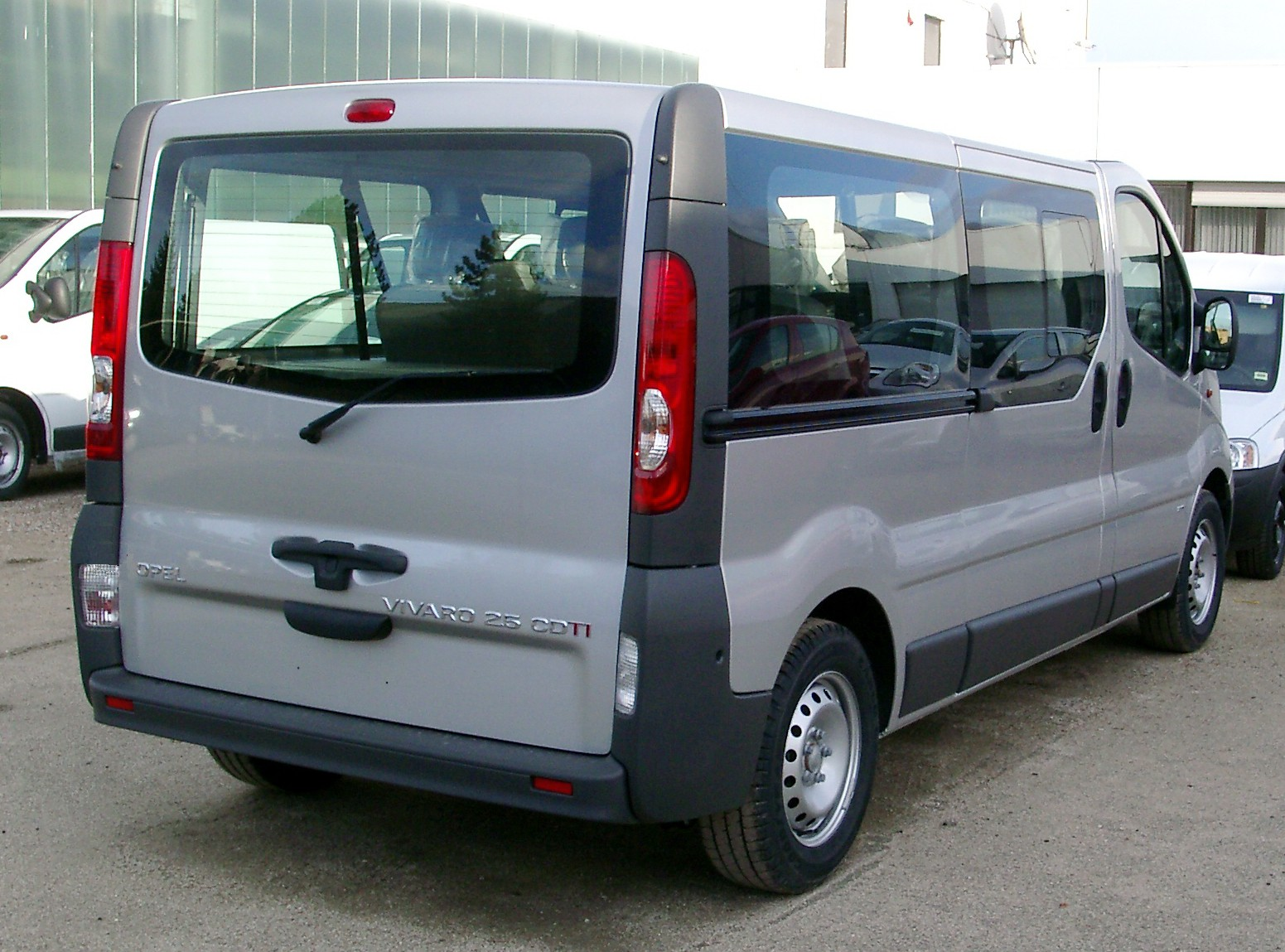
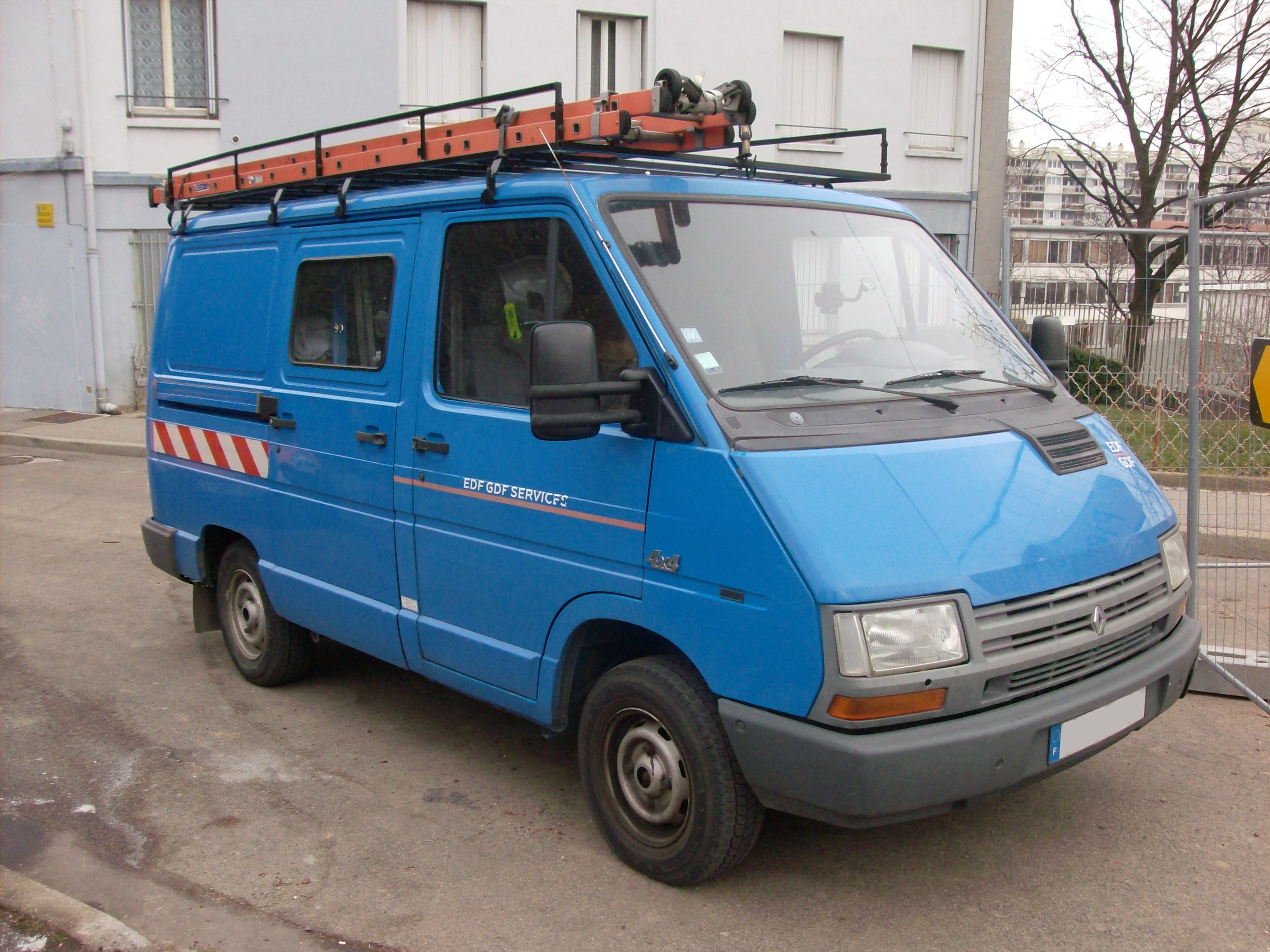
رنو ترافیک (نسل اول)
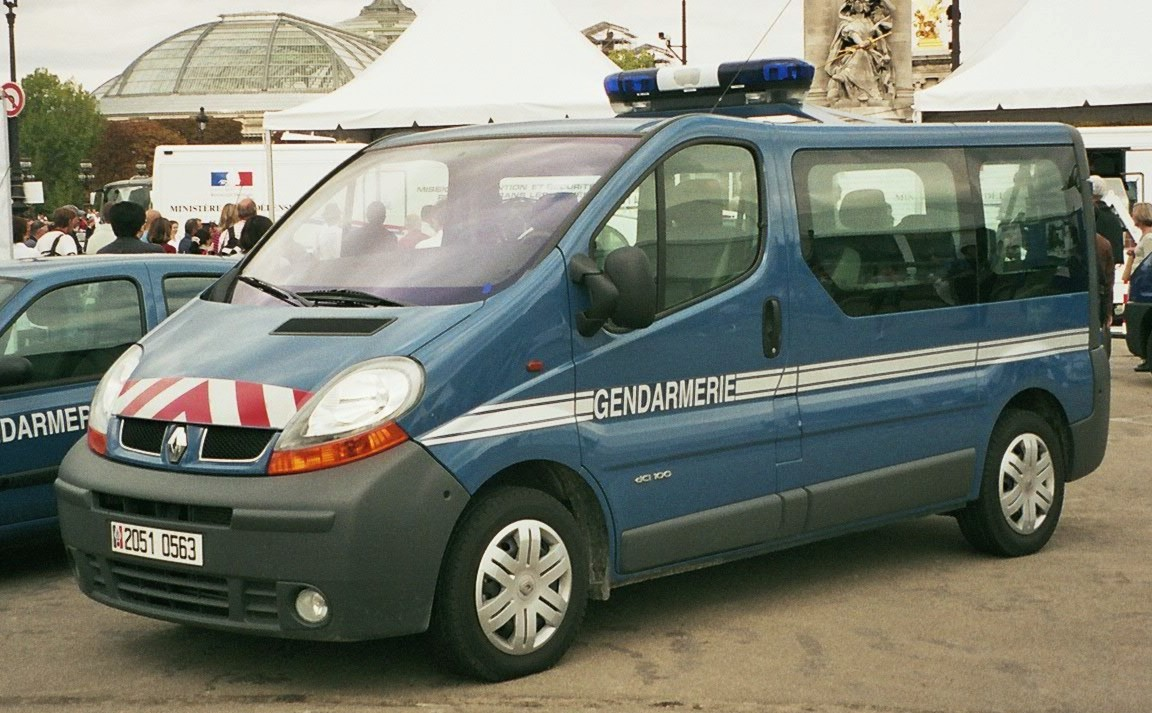
رنو ترافیک (نسل دوم)